# Амінов Міннетдин Гільметдинович
Міннетдин Гільметдинович Амінов (15 жовтня 1922 — 12 серпня 1969) — Герой Радянського Союзу (1943). У роки німецько-радянської війни стрілець 178-ї танкової бригади 10-го танкового корпусу 40-ї армії Воронезького фронту, червоноармієць.

## Життєпис
Народився в селі Саришево, нині Мелеузівський район Республіки Башкортостан у селянській родині. Башкир за національністю. Здобув початкову освіту. Працював пастухом у колгоспі.

З 1942 року у Червоній Армії, від тоді і на фронті. В 1943 році став членом ВКП(б). 21 вересня цього ж року червоноармієць Амінов брав участь у форсуванні Дніпра у складі передового загону. Кілька разів під вогнем противника доставляв на човні боєприпаси на плацдарм. В результаті був важко поранений і направлений на лікування в госпіталь.

Указом Президії Верховної Ради СРСР від 23 жовтня 1943 року за зразкове виконання бойових завдань командування на фронті боротьби з німецько-фашистськими загарбниками і проявлені при цьому мужність і героїзм червоноармійцеві Амінову Міннетдину Гільметдиновичу присвоєно звання Героя Радянського Союзу з врученням ордена Леніна і медалі «Золота Зірка».

Після лікування Амінов демобілізований у 1944 році.
Повернувся в Башкортостан, у село Юмагузіно. Працював пастухом у колгоспі «Червоний Маяк». Помер 12 серпня 1969 року.

## Пам'ять
- Похований у селі Юмагузіно Кугарчинського району Башкортостану.

## Нагороди
- Медаль «Золота Зірка» Героя Радянського Союзу (23.10.1943, медаль № 4463)[2]
- Орден Леніна (23.10.1943)
- Орден Червоної Зірки (07.10.1943)[3]
- Медалі, в тому числі:
  - Медаль «За перемогу над Німеччиною у Великій Вітчизняній війні 1941—1945 рр.»
  - Медаль «20 років перемоги у Великій Вітчизняній війні 1941—1945 рр.»